# Cúl na Mara

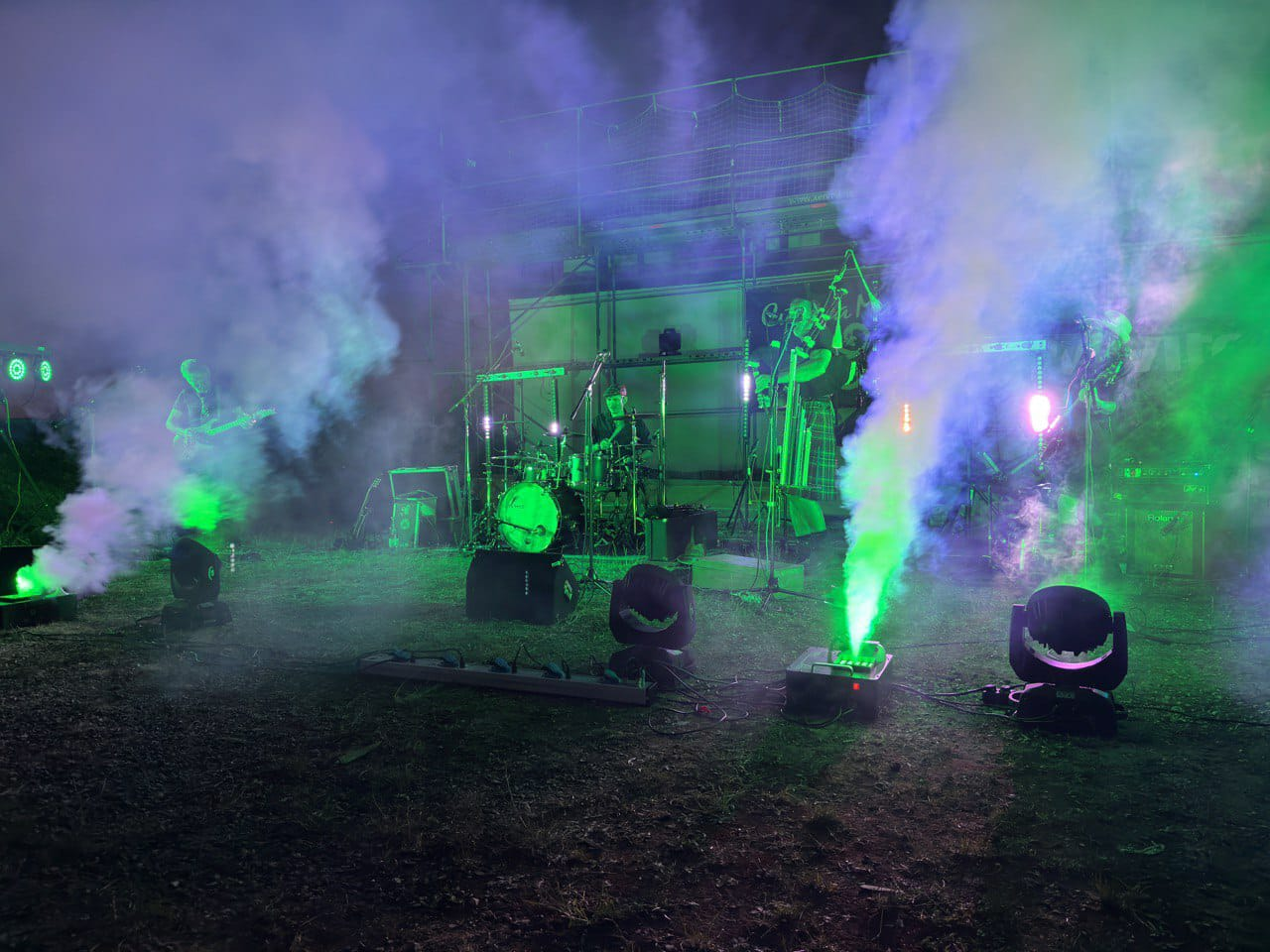
Cúl na mara auf der Heuneburg (Sommersonnwendekonzert)

Cúl na Mara ist eine deutsche Celtic-Folk-Rock-Gruppe aus Aulendorf, die 2011 aus der Celtic-Punk-Band Daione hervorging.

## Entwicklung
Die Band kam im Dezember 2012 in die Endausscheidung beim Deutschen Rock Pop Preis in Wiesbaden und spielte hier vier Preise ein. Sie gewann den 2. Platz mit dem Folk-Rock-Song Occupy, den 2. Platz bei der Kategorie Folk-Rock-Band des Jahres, den 2. Platz in der Kategorie Folk-Rock-Band und den 3. Platz als das beste englischsprachige CD-Album des Jahres.
2014 erschien das zweite Album Current Tales, das beim „Deutschen Rock Pop Preis“ in Siegen drei erste Plätze und einen dritten Platz gewann.
2015 folgten ausgiebige Konzerte. Die Band wurde international auf Festivals eingeladen, z. B. nach Triest (Italien) zum Triskell Festival und spielte hier vor 5000 Leuten.
2016 bis 2018 hatte die Band zahlreiche Auftritte national an historischen Stätten, z. B. auf der Heuneburg, und auf Festivals (z. B. Maritim Festival in Bremen mit über 100.000 Besuchern gesamt). Sie präsentierte dabei ihr neues Programm „The world is colourful“, das aus zeitkritischen Songs über Flucht, Unterdrückung und gegen Rassismus besteht. Das Portal celtic-rock.de würdigte das Album entsprechend: „Kaum eine Band hat wohl schon das Thema Kinderarbeit behandelt (Gold in your Hands).“
2018 erschien die CD mit gleichnamigem Titel und wurde wiederum beim Deutschen Rock und Pop Preis mit drei Auszeichnungen prämiert. Auf diesem Album widmen sie Roland Roth, einem bekannten Wetterexperten im süddeutschen Raum, einen witzigen Song.
2023 erscheint nach der COVID-19-Pandemie das vierte Album der Band Best of times – Worst of times. Elke Klein von der SZ schreibt: Die Vielseitigkeit des Sounds, in dem sich Reggae-Rhythmik, Rap, Classic Rock, Country Style oder Punk in eine traditionell keltische Klangwelt einschmelzen, macht die Einzigartigkeit von Cúl na Mara aus. An ihrem neuesten Werk haben sie lange gefeilt, bis ein Album voller Kraft, Dynamik und Differenziertheit und Klangfülle entstanden ist – und das wollen die Vier auch gemeinsam auf die Bühne und zu ihrem Publikum bringen.
Die Band tourt mit diesem Album unter dem Titel „Best of Times – Worst of Times“ 2023/2024.
Das Album ist in neun Sparten beim Deutschen Rock-Pop Preis in Siegen am 16. Dezember 2023 für die Plätze 1–3 nominiert, so u. a. Beste Crossoverband, Bestes Weltmusikalbum, Beste Folkrockband, Bestes CD-Album des Jahres (englischsprachig), Bester Song des Jahres (englischsprachig).
Die Band spielte bislang knapp 200 Konzerte im europäischen Raum. Einer der Höhepunkte sind die Open-Air-Sommersonnwende-Konzerte auf der Heuneburg (keltische antike Stadt Pyrene), wo die Band insgesamt 14-mal auftrat.

## Diskografie

### Alben
- 2012: As Went Out
- 2014: Current Tales
- 2018: The World Is Colourful
- 2023: Best of Times - Worst of Times

## Auszeichnungen
2012: Deutscher Rock-Pop Preis in Wiesbaden
- 2. Platz Bestes Folk-Rock-Album
- 2. Platz Beste Folk-Rock-Band
- 2. Platz Bester Folk-Rock-Song (Occupy)
- 3. Platz Bestes CD-Album englischsprachig

2014: Deutscher Rock-Pop Preis in Siegen
- 1. Platz Bestes Folk-Rock-Album
- 1. Platz Bester Folk-Rock-Song (Carrowkeel)
- 1. Platz Bestes zeitgenössisches Weltmusikalbum
- 3. Platz Bestes CD-Cover (Mathias Hübner)

2018: Deutscher Rock-Pop Preis in Siegen
- 1. Platz Bester Folk-Rock-Sänger
- 2. Platz Bester Folk-Rock-Song (The World Is Colourful)
- 3. Platz Bestes Folk-Rock-Album